# Хакасский государственный университет
Хакасский государственный университет (ХГУ) имени Н.Ф. Катанова (хак. Хакасияның Пора Хызыл Оглуның адынаң хазна университеті) (до 1994 — Абаканский государственный педагогический институт, АГПИ) — крупнейшее высшее учебное заведение Республики Хакасия, находится в столице республики — городе Абакане. Адрес приёмной комиссии: просп. Ленина, д. 90. Университет сотрудничает со многими вузами России, проводит обучение иностранных студентов. Главная задача вуза — обеспечение Хакасии, Тувы и юга Красноярского края высококвалифицированными кадрами. 

## История
ВУЗ был основан 16 апреля 1939 года руководством Красноярского края по инициативе Наркомпроса РСФСР как учительский институт. С сентября 1939 года 100 студентов приступили к изучению педагогических наук. Их наставниками стали 15 преподавателей. В институте было три факультета: русского языка и литературы; исторический; физико-математический. Обучение продолжалось только два года. Основной задачей была подготовка кадров для средних школ Хакасии.
Созданный в 1994 году Хакасский государственный университет им. Н.Ф. Катанова развивался путём интегрирования разноуровневых образовательных учреждений, располагавшихся в столице РХ, но как высшее учебное заведение УНИВЕР является историческим приемником Абаканского государственного педагогического института (АГПИ, 1944-1994), возникшего на базе Абаканского учительского института (1939 - 1954).

### Ряд интересных фактов
Одно из вошедших в структуру университета учреждений среднего профессионального образования возникло десятилетием ранее. Первое учреждение среднего профессионального образования появилось в Хакасии в 1929 году. Это был Хакасский педагогический техникум, впоследствии переименованный в педучилище, в настоящее время – колледж педагогического образования, информатики и права ХГУ им. Н.Ф. Катанова.
В годы Великой Отечественной войны (1941—1945) в Абакан было эвакуировано несколько факультетов Харьковского государственного университета имени А.М. Горького. Гипсовый памятник русскому писателю долгое время находился перед корпусом Института филологии.
10 февраля 1944 года Абаканский учительский институт был преобразован в государственный педагогический институт. После 5 лет обучения выпускники АГПИ становились дипломированными специалистами и могли работать как в СССР, так и за рубежом.
В 1990 году в АГПИ был создан и просуществовал до 1996 года специальный факультет по подготовке практических психологов. С 1992 года институт начал обучение китайских студентов. В том же году Абаканскому педагогическому институту было присвоено имя Н. Ф. Катанова.
19 июня 1994 года ВУЗ был реорганизован в государственный университет. За 25 лет своей деятельности ХГУ имени Н. Ф. Катанова подготовил около 50 000 специалистов в разных областях науки и техники.

## Структура университета
На лето 2022 года в структуре университета 9 институтов, где имеется 30 направлений уровня бакалавр и 13 магистерских программ. Специалисты среднего звена могут получить профессиональное образование в 4 колледжах при ХГУ. Кампус университета составляют 15 учебных корпусов и 10 общежитий в центре города. Однако с окончанием Болонского процесса в России возможны новые преобразования.[какие?]

### Факультеты и институты
- Институт естественных наук и математики
- Инженерно-технологический институт
- Институт искусств → факультет искусств
- Сельскохозяйственный институт → аграрный факультет / факультет ветеринарной медицины
- Институт истории и права → исторический факультет / юридический факультет
- Институт филологии и межкультурной коммуникации → факультет русской филологии / факультет тюркской филологии / факультет иностранных языков
- Институт экономики и управления → Институт менеджмента, экономики и агротехнологий
- Медико-психолого-социальный институт → медицинский факультет
- Факультет дополнительной подготовки студентов→ Студенческий культурный центр (ФДПС)
- Институт непрерывного педагогического образования
- Институт повышения квалификации и переподготовки кадров

### Колледжи
- Колледж педагогического образования, информатики и права → факультет педагогического образования
- Медицинский колледж
- Сельскохозяйственный колледж
- Музыкальный колледж (скоро[когда?] переедет в Минусинск[источник не указан 721 день])

## Руководители ВУЗа
- Венедикт Григорьевич Дубов (1939—1943)
- Андрей Никитович Пархоменко (1943—1947)
- Матвей Петрович Русаков    (1947-1952)
- Евгений Александрович Мохов (1952—1956)
- Василий Александрович Непомнящий (1956—1959)
- Иван Агапеевич Киселёв (1959—1963)
- Давыд Иванович Нагрузов (1963—1975)
- Венедикт Григорьевич Карпов (1975—1978)
- Степан Павлович Ултургашев (1978—1994)
- Валентин Анатольевич Кузьмин (1994—2006)
- Геннадий Станиславович Сурвилло (2006—2008)
- Ольга Владимировна Штыгашева (2008—2015)
- Татьяна Григорьевна Краснова (2015 — н. в.)

## Самые знаменитые выпускники
- Руслан Ивакин
- Валентин Коновалов
- Леонид Чебодаев — чемпион мира по кикбоксингу в весе до 57 кг (2021)